# Franz Dank
Franz Dank (* 1928 in Jülich; † 1997 in Köln) war ein deutscher Maler und Kunstprofessor.

## Leben
Franz Dank studierte in den 1940er Jahren Malerei bei Otto Gerster, wurde sein Assistent und Meisterschüler.
Anschließend war er im Rheinland freiberuflich künstlerisch tätig, bis er 1961 als Dozent für Grundlagen der Malerei und Maltechniken an die Kölner Werkschulen berufen wurde. Von 1973 an führte er als Professor für Freie Malerei 20 Jahre lang eine Meisterklasse im Fachbereich Kunst und Design an der FH Köln, bis der Studiengang 1993 nach Gründung der Kunsthochschule für Medien geschlossen wurde.
Bis zu seinem Tod 1997 hat sich Franz Dank fast 50 Jahre mit der Kunst auseinandergesetzt, mit der Folge, dass sein Spätwerk sehr eigen und äußerst reduziert in Form und Farbe wurde.
Meisterschüler von Franz Dank sind unter anderem Thomas Baumgärtel, Marina Brunori, Noushin Kiani, Susanne Ludwig, Sabine Odensaß, Sabine Schaffmeister, Volker Saul und Elisabeth Rietmeyer.